# Complesso parrocchiale di Guimiliau

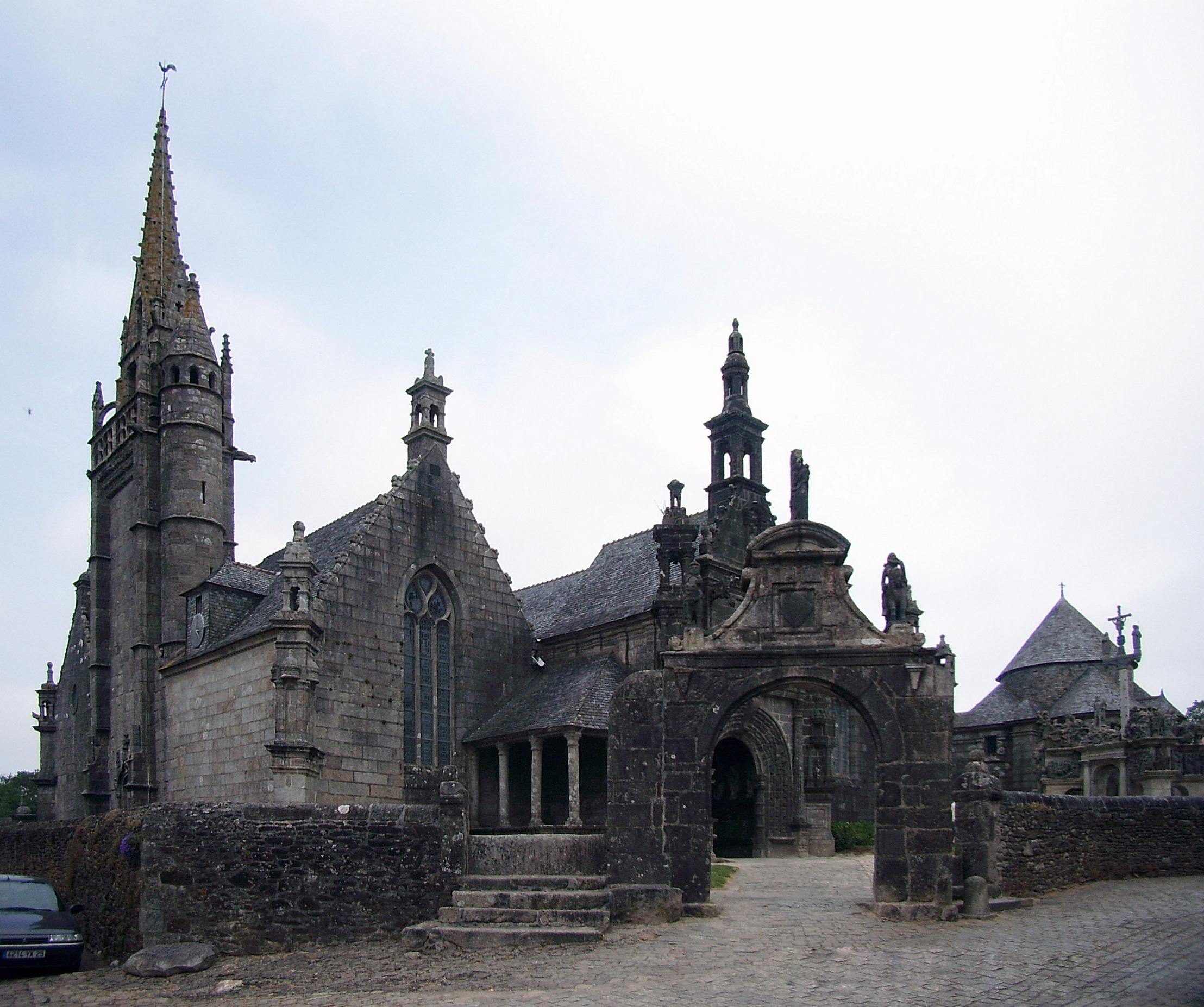
L'ingresso al complesso parrocchiale di Guimiliau

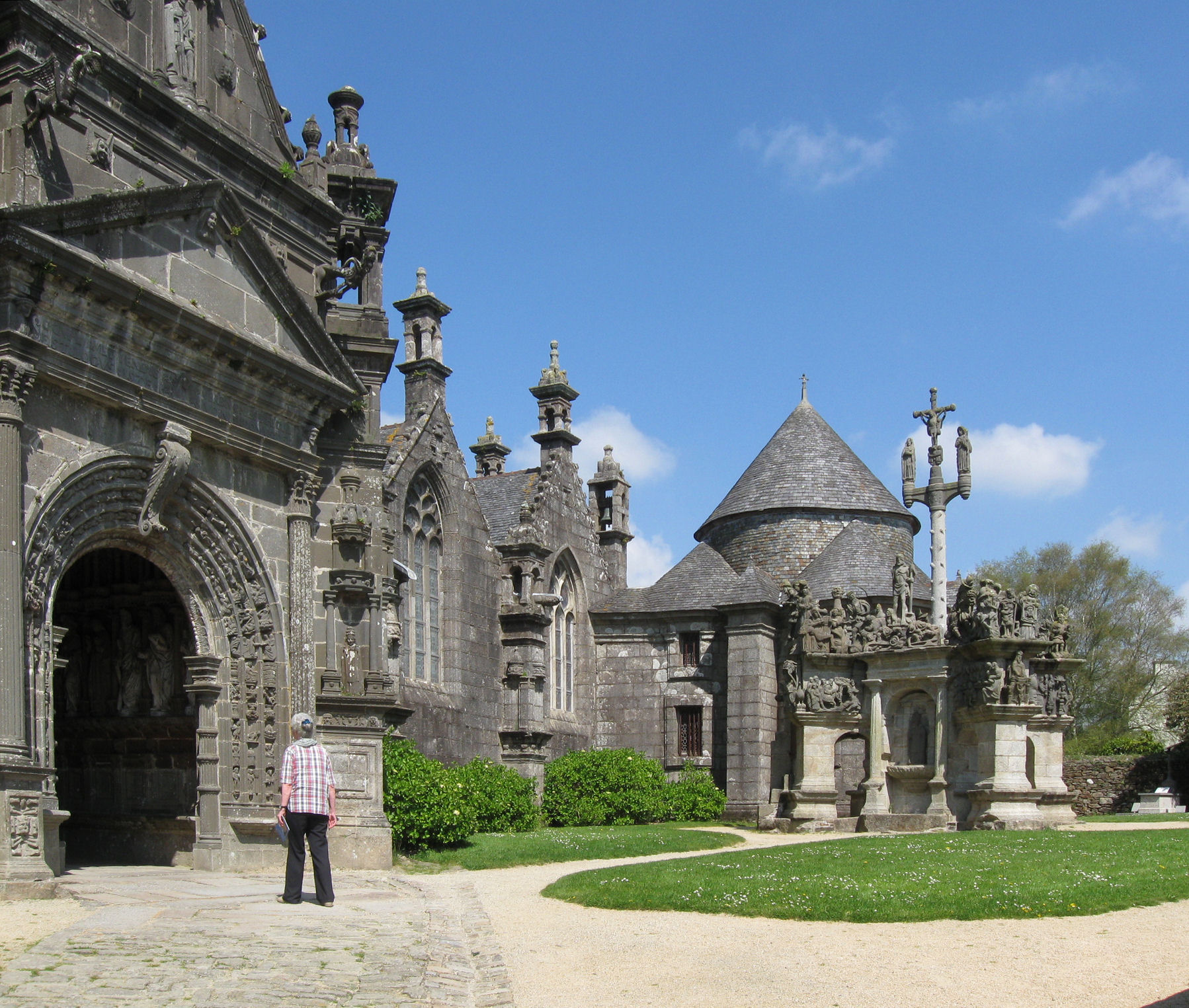
Il complesso parrocchiale di Guimiliau con la chiesa e il calvario

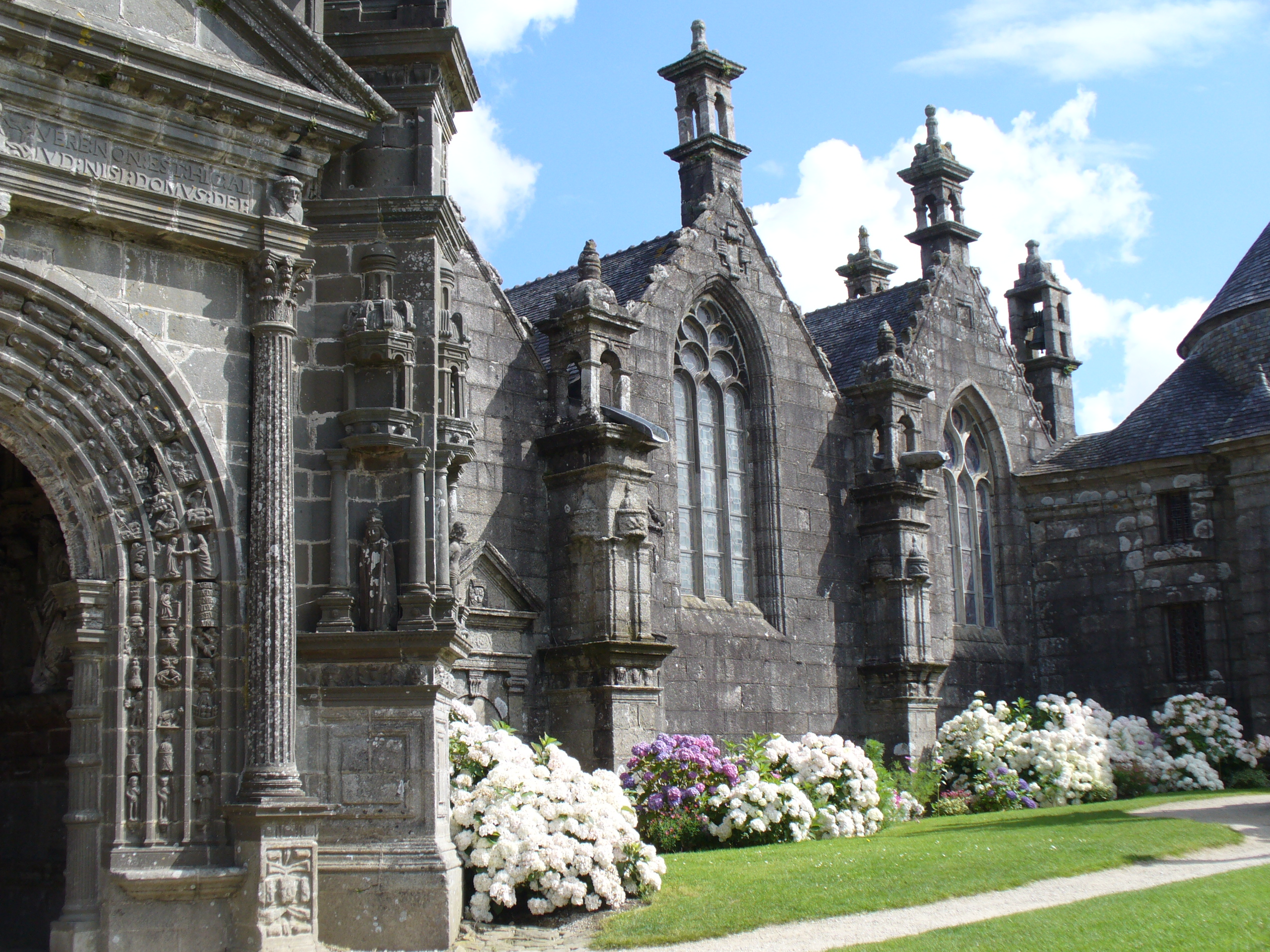
La chiesa del complesso parrocchiale di Guimiliau, dedicata a san Milio

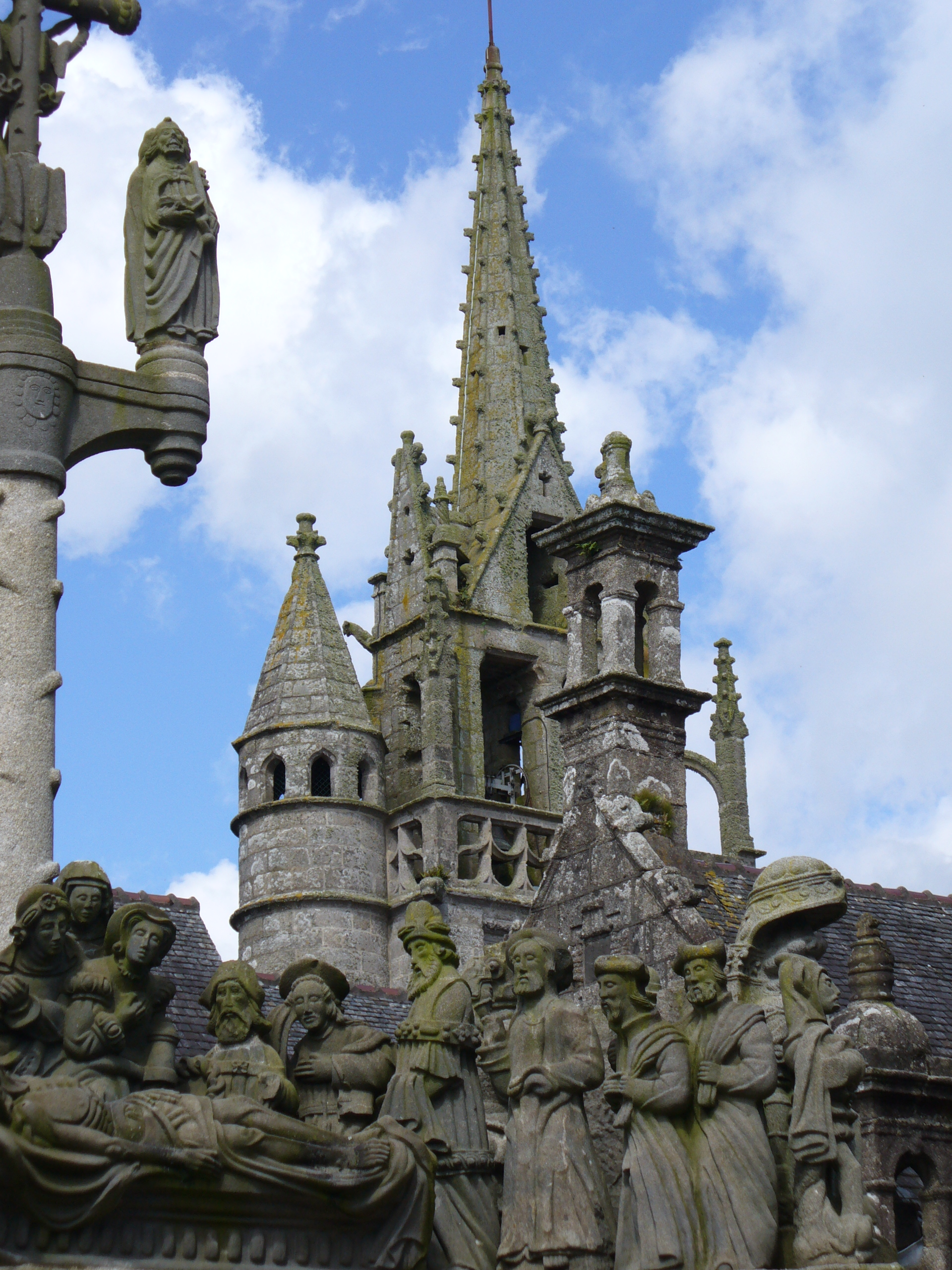
La torre della chiesa di san Miliau e particolare del calvario

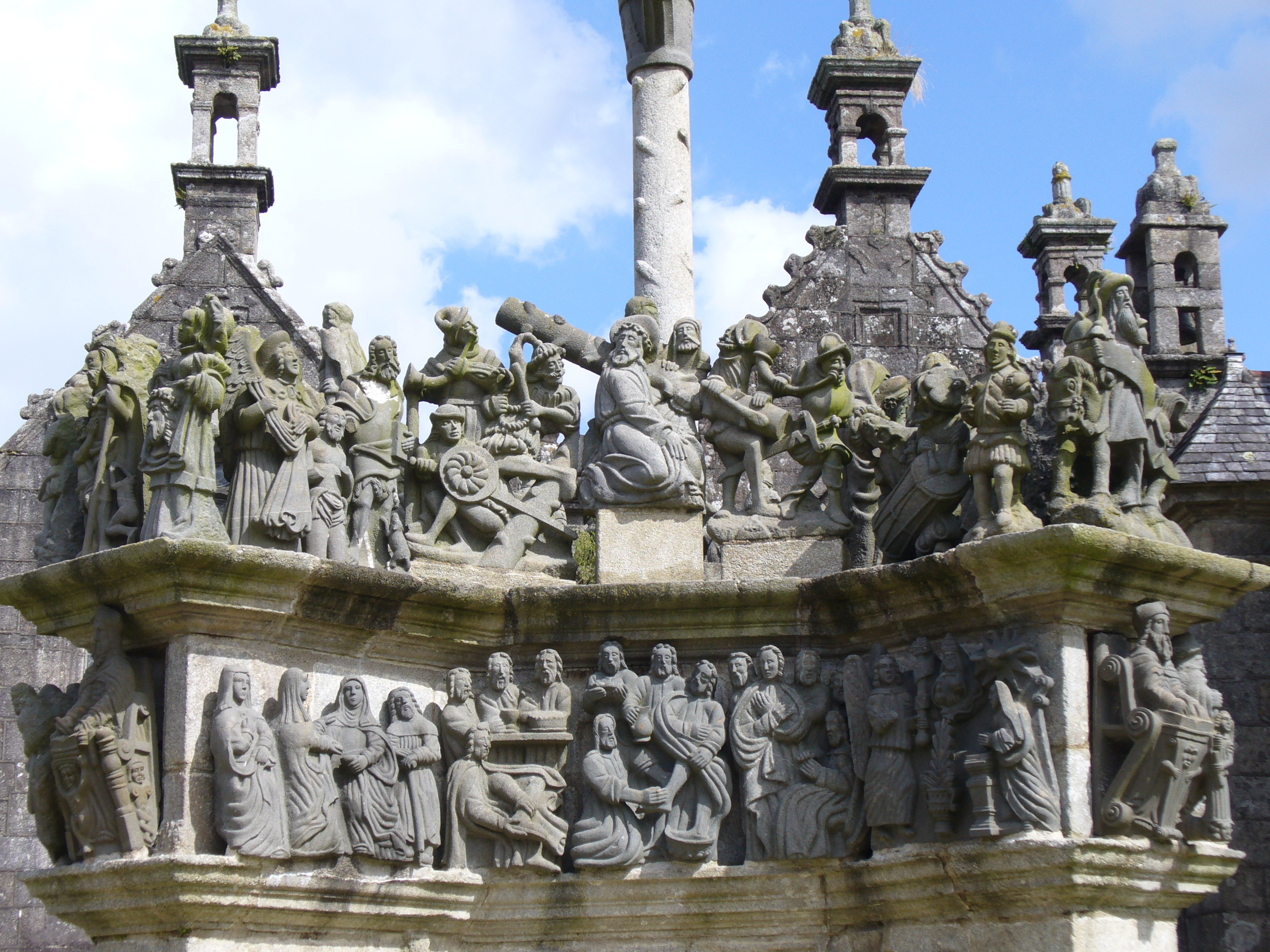
Il calvario del complesso parrocchiale di Guimiliau

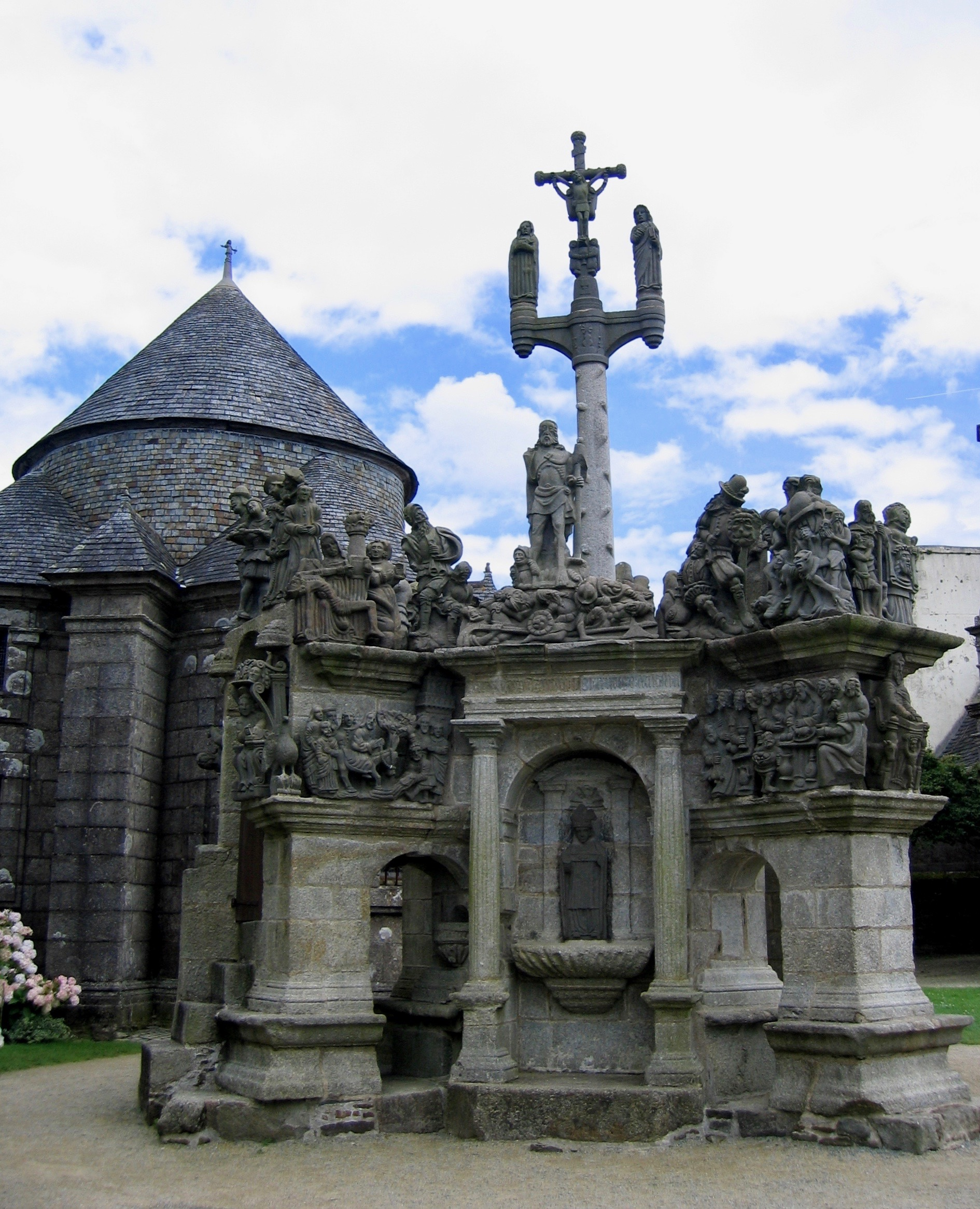
Altra immagine del calvario di Guimiliau

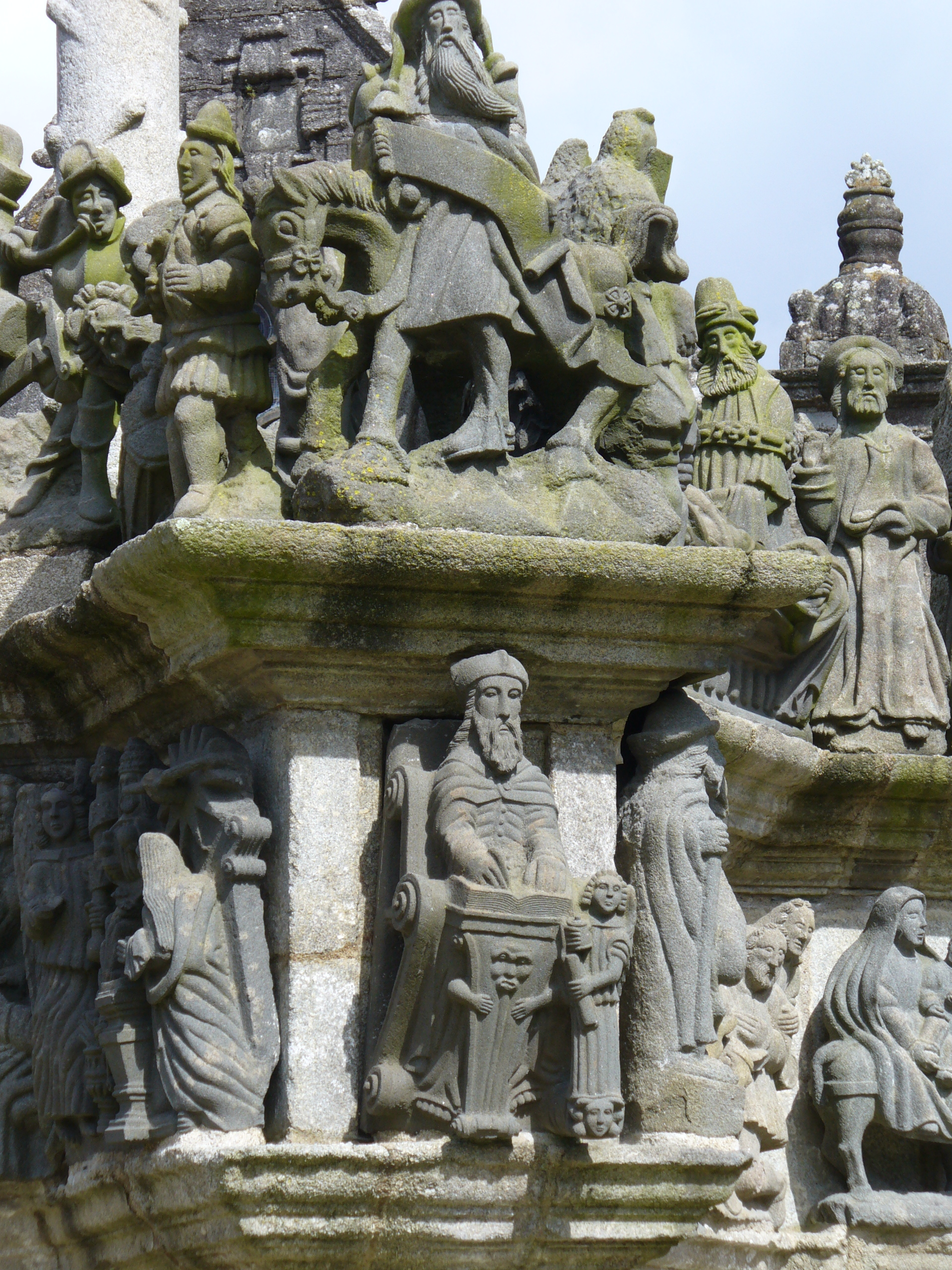
Scene della vita di Gesù nel calvario di Guimiliau

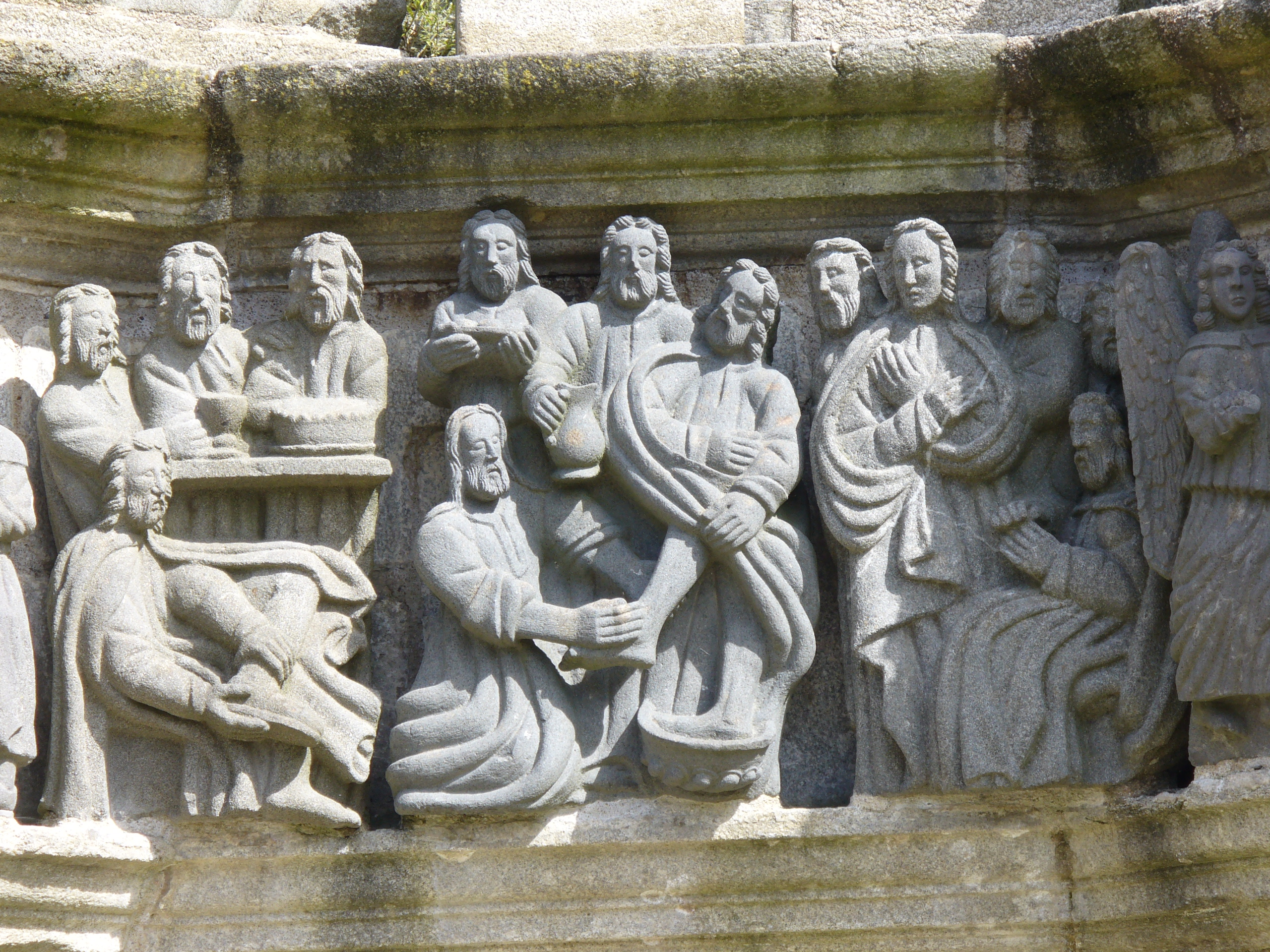
Particolare del calvario di Guimiliau

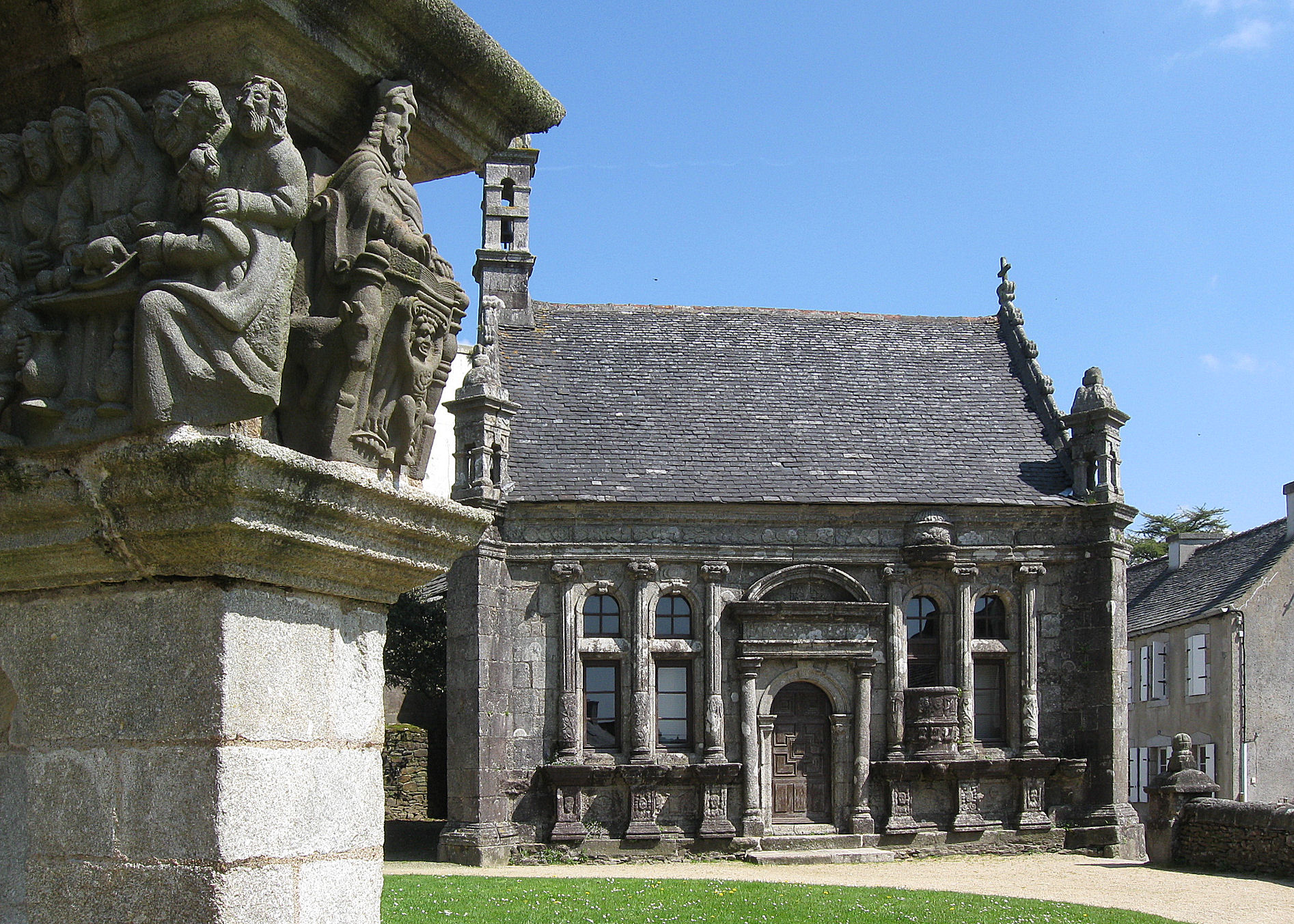
La cappella funeraria

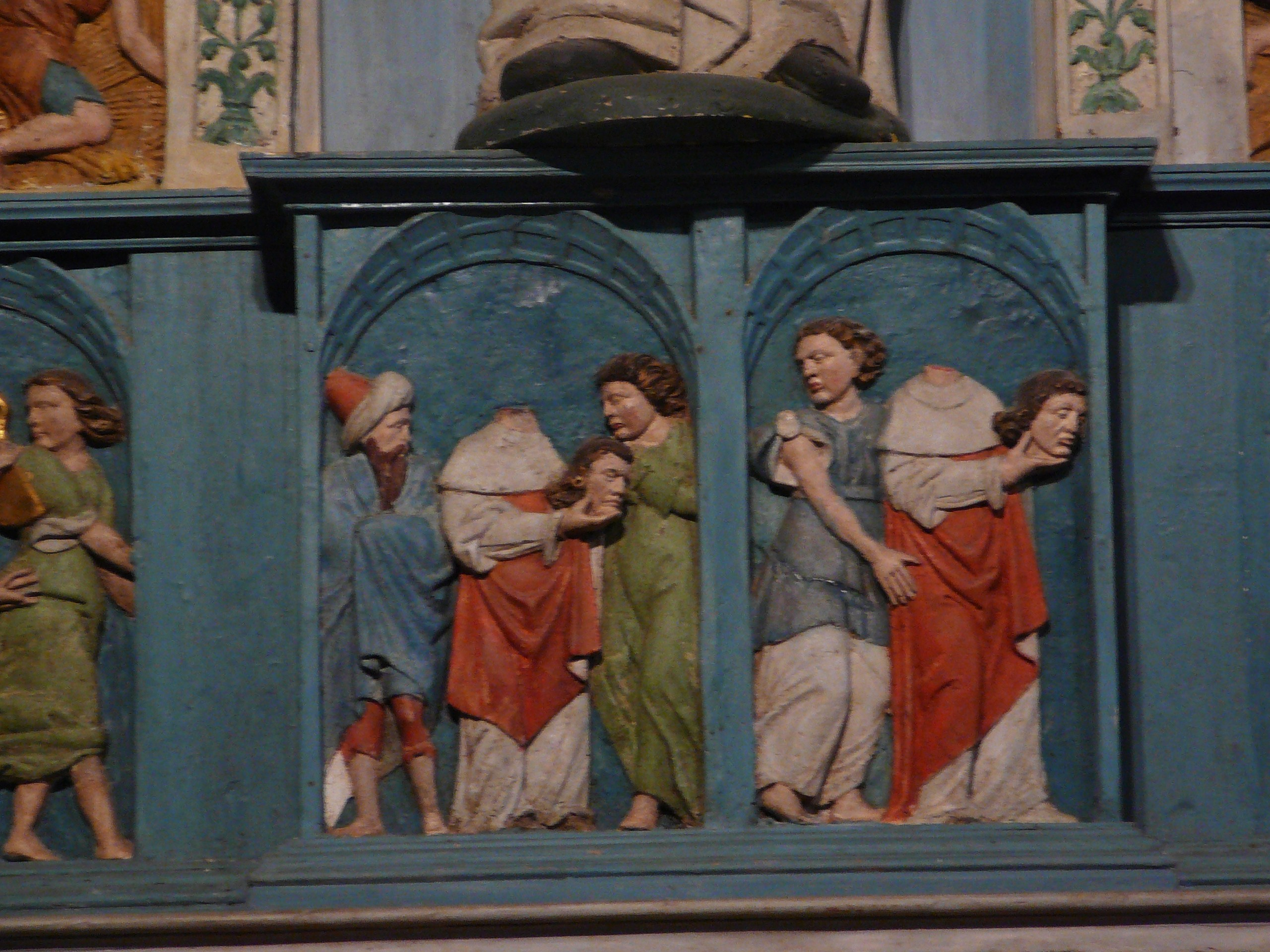
Particolare della pala d'altare di san Miliau: il santo raffigurato mentre porta la sua testa

Il complesso (o recinto) parrocchiale di Guimiliau (in francese "enclos paroissial de Guimiliau") è un tipico complesso parrocchiale (enclos paroissial) bretone, che si trova nella località di Guimiliau, nel dipartimento del Finistère, e che è stato realizzato in gran parte in stile gotico fiammeggiante bretone tra il XVI secolo e il XVII secolo (ovvero nel periodo in cui la località godeva dei proventi derivati dal commercio del lino).
Annoverato nella lista dei monumenti storici (dal 1992) e considerato tra i più notevoli complessi parrocchiali bretoni (insieme a quello di Lampaul-Guimiliau e a quello di Saint-Thégonnec), presenta una chiesa dedicata a san Milio e risalente al XVI secolo-XVII secolo e il secondo calvario più grande della Bretagna (risalente al 1581-1588)

## Arco trionfale
L'arco trionfale che segna l'ingresso al complesso parrocchiale fu realizzato nel 1669.
È sormontato da tre croci e da due cavalieri.
|  |

## Chiesa
La chiesa del complesso parrocchiale di Guimiliau, dedicata a san Milio, re di Cornovaglia (Francia), fu eretta nel corso del XVI secolo, ma fu in seguito ricostruita in stile gotico fiammeggiante e rinascimentale all'inizio del XVII secolo.
Della costruzione originaria rimane solo la campana, risalente al 1530.
La chiesa è costituita da cinque cappelle laterali e da un battistero.
|  |

Gli interni, a due navate, sono decorati da arredi barocchi e presentano una volta in stucco.
Vi si trovano, tra l'altro, un organo e tra pale d'altare, tra cui una pala d'altare dedicata a San Giuseppe, una pala d'altare dedicata a San Miliau e una pala d'altare dedicata a Maria.
|  |

### Esterni

#### Portico meridionale
Sul fianco destro dell'edificio si trova un portico eretto in stile gotico e rinascimentale tra il 1606 e il 1617.
Il portico, sorretto da due colonne ioniche e da due colonne corinzie , è dominato da una statua raffigurante San Miliau ed è ornato da rosoni e da statue raffiguranti gli Apostoli e scene dell'Antico e del Nuovo Testamento
Le statue raffigurano le seguenti scene: la tentazione di Eva, Eva partoriente e Adamo al lavoro, sacrifici di Caino e Abele, l'angelo dell'annunciazione, Natività di Gesù, l'Adorazione dei Magi, la Fuga in Egitto (sul lato sinistro), la cacciata di Adamo ed Eva dal Paradiso, Il crimine di Caino e l'Arca di Noè, Noè nella vigna, la Vergine durante l'Annunciazione, la Visitazione di Maria, Angeli e pastori durante la Natività, Circoncisione di Cristo (sul lato destro).
In alto, sono poi raffigurati alcuni personaggi che recano gli arnesi correlati alla Passione di Cristo.

#### Sagrestia
La sagrestia della Chiesa di San Miliau risale al 1683 ed è provvista di una cupola rotonda con tetto conico, affiancata da quattro semi-cupole.

### Interni

#### Battistero
Il battistero della chiesa di San Miliau è stato realizzato in stile barocco  nel 1675  in legno di quercia.

#### Pulpito
Il pulpito, realizzato in legno risale al 1677.
Agli angoli, è ornato da quattro statue raffiguranti alcune sibille.

#### Coro
Nel coro sono raffigurati san Michele e il drago e statue degli Apostoli.
È chiuso da una balaustrata risalente al XVII secolo e presenta una vetrata centrale risale al 1599.
Vi si trovano la pala d'altare di San Miliau, la pala d'altare del Rosario e la pala d'altare di San Giuseppe.

##### Pala d'altare di San Miliau
La pala d'altare dedicata a San Milio (bret.: Miliav) è databile tra il 1580 e il XVII secolo.
Reca delle raffigurazioni di episodi della vita del santo.
|  |

##### Pala d'altare del Rosario
Questa pala d'altare, dedicata a Maria e a Santa Caterina di Sienne, risale al XVII secolo.
|  |  |

##### Pala d'altare di San Giuseppe
La pala d'altare di San Giuseppe è stata realizzata nello stile di Laval. 

Viono raffigurati San Ivo e San Hervé in compagnia del suo lupo.
Vi sono raffigurati anche Sant'Anna e San Lorenzo.
|  |

#### Organo
L'organo fu realizzato nel 1677 da Thomas Dallam e fu restaurato nel 1989 da Gérard Guillemin.
Nell'organo è raffigurato Re Luigi XIV su un carro.
Presenta inoltre tre bassorilievi che raffiguranom il Trionfo di Alessandro, San Davide mentre suona l'arpa e Santa Cecilia che suono l'organo.

## Calvario
Il calvario di Guimiliau, il secondo calvario più grande della Bretagna, fu realizzato tra il 1581 e il 1588 almeno da due artisti diversi (si possono infatti distinguere almeno due stili differenti).
Fu restaurato nel 1912 da Yann Larc'hantec.

### Caratteristiche
Il calvario, realizzato in granito, è di forma ottagonale, è sorretto da quattro contrafforti ed è orientato da est ad ovest.
Decorato su due livelli, è ornato da circa 200 figure, che vanno a formare circa 25 scene a soggetto religioso, tra cui 17 scene della Passione di Cristo in ordine non cronologico e altre scene tratte dal Vangelo e della Bibbia (tra queste - unico caso tra i calvari monumentali bretoni -, vi è anche la scena dei pellegrini di Emmaus),oltre alla leggenda di Katel Kollet o Katell Golet ("Caterina la perduta") (raffigurata anche nel calvario del complesso parrocchiale di Plougastel-Daoulas).
Nel livello inferiore, sono rappresentate l'infanzia di Gesù e le prime fasi della Passione, mentre nel livello superiore sono rappresentate le fasi finali della Passione.
Le figure assumono delle pose "grottesche" e sono scolpite in modo tale da dare quasi l'impressione di "movimento"
|  |  |

La cima del calvario è sormontata da una sola croce,  "sorretta" da Maria, San Giacomo, San Pietro e San Ivo, mentre alle estremità dei contrafforti si trovano i quattro Evangelisti, raffigurati tramite i loro simboli (l'aquila, il leone, il bue e l'angelo).
|  |

Il calvario è provvisto di una piattaforma per la celebrazione di messe, alla quale i sacerdoti potevano accedere attraverso una scala.
|  |

#### Scene[2]

##### Facciata ovest
- Entrata a Gerusalemme
- Ultima Cena
- Resurrezione di Cristo
- Pietà
- Leggenda di Katell Kollet (che viene raffigurata nuda[18] e trafitta dal tridente del diavolo[19], mentre viene trascinata all'Inferno, simboleggiato dalle fauci spalancate di un mostro[2])

##### Facciata nord
- San Pietro taglia l'orecchio a Malchus
- Arresto di Gesù
- Agonia di Gesù
- Presentazione di Gesù
- Flagellazione di Gesù
- Gesù con le mani legate

##### Facciata est
- Pilato sul trono
- Sepoltura di Gesù (è raffigurata Maria mentre contempla il viso di Gesù senza vita[2])
- Sante donne (è raffigurata, tra le altre, Maria Stuarda[2])
- Fuga in Egitto
- Natività di Gesù
- I Re Magi

|  |

##### Facciata sud
- Visitazione di Maria
- Lavanda dei piedi
- Annunciazione
- Gesù porta la croce
- Battesimo di Gesù
- Discesa nel Limbo
- Santa Veronica e il Volto Santo

|  |  |

## Cappella funeraria
La cappella funeraria del complesso parrocchiale di Guimiliau, che si trova sul fianco sinistro del portico e costruita in kersantite, è stata eretta nel 1648 in stile rinascimentale.